# Metaw
Metaw (hebr. מיטב; ang. Metav lub Meitav) – moszaw położony w Samorządzie Regionu Ha-Gilboa, w Dystrykcie Północnym, w Izraelu.

## Położenie
Moszaw Metaw jest położony na wysokości 70 metrów n.p.m. w południowo-wschodniej części intensywnie użytkowanej rolniczo Doliny Jezreel na północy Izraela. Na wschód od moszawu rozpoczynają się niewielkie wzniesienia przechodzące w kierunku południowo-wschodnim w masyw Wzgórz Gilboa. Za wzgórzami Giwat Jizre’el (103 m n.p.m.) i Tel Jizre’el (100 m n.p.m.) teren opada do Doliny Charod. Pozostała okolica moszawu jest płaska, teren opada jednak delikatnie w kierunku północno-zachodnim. Po stronie zachodniej przepływa strumień Kiszon. W odległości 10 km na zachodzie wznoszą się wzgórza płaskowyżu Wyżyny Manassesa w rejonie Wadi Ara. W otoczeniu moszawu Metaw znajduje się miasto Afula, moszawy Awital, Perazon, Magen Sza’ul, Ram-On, Barak i Addirim, wioska komunalna Merkaz Ja’el, oraz arabskie wioski Sandala i Mukajbila. W odległości 3 km na południe przebiega mur bezpieczeństwa oddzielający terytorium Izraela od Autonomii Palestyńskiej.
Metaw jest położony w Samorządzie Regionu Ha-Gilboa, w Poddystrykcie Jezreel, w Dystrykcie Północnym Izraela.

## Historia
W latach 50. XX wieku miała miejsce masowa emigracja ludności żydowskiej do Ziemi Izraela. Nagłe pojawienie się dużej liczby nowych imigrantów, zmusiło władze izraelskie do poszukiwania sposobu ich absorpcji. W ten sposób zrodziła się koncepcja utworzenia nowego obszaru osadnictwa w południowej części Doliny Jezreel. Cały projekt otrzymał wspólną nazwę Ta’anach, która to nazwa odnosiła się do całego regionu. Powstały tu trzy identyczne bloki osiedli, z których każdy posiadał centralną wioskę pełniącą wszystkie podstawowe funkcje dla sąsiednich osad rolniczych. W takich okolicznościach w 1953 roku rozpoczęto tworzenie pierwszego bloku, który nazwano Ta’anach Alef. Jako pierwszy, w dniu 2 czerwca 1953 roku założono moszaw Awital. Krótko po nim powstał moszaw Perazon.
W takich okolicznościach, w 1954 roku został założony moszaw Metaw. Jego nazwa nawiązuje do najlepszej, najżyźniejszej części ziemi, jaką otrzymał w Egipcie biblijny Józef. W moszawie zamieszkali imigranci z Iraku i Kurdystanu. Centrum usługowe bloku osiedli utworzono dopiero w 1960 roku - jest to wioska Merkaz Ja’el. Istnieją plany dalszej rozbudowy moszawu.

## Demografia
Większość mieszkańców moszawu jest Żydami:

## Gospodarka i infrastruktura
Gospodarka moszawu opiera się na intensywnym rolnictwie, sadownictwie, hodowli drobiu i bydła mlecznego. W szklarniach uprawiane są warzywa i przyprawy. Część mieszkańców pracuje w pobliskich strefach przemysłowych. W moszawie jest przychodnia zdrowia, sklep wielobranżowy i warsztat mechaniczny.

## Transport
Z moszawu wyjeżdża się na północ drogą nr 6734 do wioski Merkaz Ja’el, z której dojeżdża się do położonych bardziej na północy moszawu Awital i wschodzie Perazon. Drogą nr 6734 wyjeżdża się w kierunku północno-wschodnim na drogę nr 675 bezpośrednio przy skrzyżowaniu z drogą nr 60.

## Edukacja i kultura
Dzieci są dowożone do przedszkola i szkoły podstawowej do sąsiedniej wioski Merkaz Ja’el. Szkoła średnia jest w mieście Afula. W moszawie jest ośrodek kultury z biblioteką, sala sportowa z siłownią, oraz boisko do piłki nożnej. Jest tu także synagoga i mykwa.